# 旧朝鮮半島出身労働者問題
旧朝鮮半島出身労働者問題（きゅうちょうせんはんとうしゅっしんろうどうしゃもんだい）とは、第二次世界大戦中日本の統治下にあった朝鮮での日本企業による募集（自由募集）、朝鮮総督府が応募者を募集した官斡旋、1944年9月から総督府が対象者個人に直接「徴用令状」を発給して労務者をあつめた徴用による動員の三種による元労働者及びその遺族による訴訟問題。メディアでは単に徴用工問題という。

## 概要
1961年5月10日に日本の外務省で日韓両国の当局者が徴用被害者へ補償問題を協議した。日本側が被害者への個別支給を主張したのに対し、経済建設の資金を必要としていた韓国側は政府への一括支給を主張した。交渉は日本が無償で提供する3億ドルに含めることで妥結し、1965年の請求権協定第2条では「両国は請求権問題が完全かつ最終的に解決されたことになることを確認する」とされた。韓国政府は1970年代に一人あたり30万ウォン支給したが、盧武鉉政権時代の2005年に「韓日会談文書公開後続対策関連官民共同委員会」は保証が不十分だったとの結論を下した。韓国政府は特別法をつくり、遺族に2000万ウォン（約200万円）、1970年代に30万ウォンを受け取っていた人・遺族には234万分減額した金額を支給している。
「韓日請求権協定とその後の政府補償措置で個人請求権は消滅した」「賠償を含めた責任は韓国政府が持つべきだ」というのが政府見解であるとの結論を下した盧武鉉政権に後には文在寅も大統領首席秘書官として決定に加わっていた。2012年や2018年に個人請求権は消滅していないため個人は責任企業になお請求できるとの判決が韓国の最高裁(大法院)から下された際、大統領になっていた文は、英国・米国・フランスのように「外交問題は司法府が政府の立場を尊重する」という司法自制の原則を持ち出すといった措置はとらなかった。
2018年（平成30年）11月1日以降から日本国政府は、募集工や官斡旋工の存在を無視した「徴用工」という表現から「旧朝鮮半島出身労働者」という表現を使っている。安倍首相（当時）は国家総動員法（1938年制定）の下で国民徴用令には募集、官斡旋、徴用があり、2018年10月30日の大法院での原告4名はいずれも「募集」に応じた人たちであることを指摘している。韓国政府は国家総動員法以降ならば募集工による労働者も含め、「日帝強占期強制徴用被害者」、「日帝強占期強制動員被害者」との表現を用いている。そのため、池上彰は、募集主の差はあれど希望者を集めた募集工と官斡旋までも1944年9月以降の徴用労働者であるかのように誤解を招く表現を用いることへ苦言を呈している。これに対し、むしろ韓国では、植民地時代の募集と官斡旋による動員も事実上は朝鮮総督府による強制的なものであり、安倍発言は、その強制性を希薄にさせるための思惑か、朝鮮人を強制動員したという事実を否定ないし規模を縮小しようとする策略のように受取るむきもあるという。
2022年6月時点で、原告数は延べ1000人超、被告企業は計115社にのぼる。韓国で同様の訴訟が進行中の日本の企業は、三菱重工業、不二越、IHIなど70社を超える。2022年6月末で30数件が係属中で、うち9件は大法院（最高裁）の審理中。大法院で日本企業の賠償判決が確定したのは計3件（2018年10月確定の日本製鉄（旧新日鉄住金）訴訟1件と同年11月確定の三菱重工業訴訟2件）。
日本の旧朝鮮半島出身労働者への補償について、韓国政府は1965年の日韓請求権協定で「解決済み」としてきたが、大法院は日韓請求権協定で個人の請求権は消滅していないとしたため、日本政府は日韓関係の「法的基盤を根本から覆すもの」だとして強く反発した。当時の首相であった安倍晋三首相は「本件は1965年（昭和40年）の日韓請求権協定で完全かつ最終的に解決している。今般の判決は国際法に照らしてあり得ない判断だ。日本政府としては毅然と対応する」と強調した。この安倍の発言内容の当否については、日本の法律家からも異を唱える声も多い。 
日韓請求権協定には、両国に紛争が起きた際は協議による解決を図り、解決しない場合は「仲裁」という手続きが定められている。2019年に日本政府はこの手続きにより解決しない場合、国際司法裁判所への提訴も視野に入れていることが報道された。 
旧朝鮮半島出身労働者問題は、2018年に韓国の最高裁である大法院の原告を勝訴させる判決から始まり、革新系最大与党（当時）の「共に民主党」の支持層に近い人々が反日に火を付け、同党支持系メディアの報道で加熱した問題だったため、韓国においても保守系最大野党「自由韓国党」の支持層の中には国際裁判所では日本の勝訴が予想されると主張する者もいた。逆に、日本においては、主に法律家から日本の主張に否定的な者も多かった。
2022年に大統領に就任した尹錫悦は、2023年3月6日に韓国政府としての旧朝鮮半島出身労働者問題の解決案を表明した。この内容に関して、日本政府・岸田文雄首相から評価する旨が示された。

## 訴訟の原告たちの来歴

### 旧「日本製鉄」に対する訴訟（1997-2003，2005-2018）の原告たち

#### 呂運澤 (募集工→現員徴用)
- 1923年、全羅北道益山で生まれる[22]。
- 1939-1941年、日本人経営の雑貨店に勤務[22]。
- 1941-42年、朝鮮無煙炭株式会社（平壌）に転職[23]。
- 1942-43年、理髪店に転職[24]。
- 1943年、理髪店の客から日本製鉄の工員募集の話を聞き、新聞広告でも確認。募集条件は「技術を学べ、二年後には技術者としての待遇を受けることも可能」。平壌職業紹介所を通じてこの募集に応募。[24]
- 1943年9月、定員100名に対し、500名の応募。知り合いの日本人校長に推薦文を記した名刺をもらい、面接官に提出。面接試験に合格。[25]
- 「日本で技術を習得することに大きな期待をかけていたため、日本まで移動する間、逃亡するつもりはなかった」[26]
- 日本製鉄の大阪製鉄所に配属。日本に出発前に1〜3か月、団体行動の訓練。大阪へ配属後は午前中に軍事訓練、午後に作業訓練。[26]
- 試験をうけて合格、日本人工員の指導下で起重機を操作し、銑鉄と古鉄を平炉に投入する作業に従事。[27]
- 1944年2月、現員徴用[注釈 1]をうける。[27]
- 1945年3月、大阪空襲により大阪製鉄所が焼失[28]。
- 1945年6月、日本製鉄が朝鮮人労働者を朝鮮・咸鏡北道清津製鉄所に配置転換したのにともない、六月末に清津に移動。一か月あまり製鉄所建設のための土木工事に従事。[28]
- 1945年8月9日、清津にソ連軍が上陸開始、清津製鉄所の日本人・朝鮮人職員は山中に避難した後、茂山、城津へと移動。呂運澤は城津で一行とは別行動を取り、歩いて京城に到達[29]。約二年間勤務した給与総額（推定）約2,400円[30]のうち、貯金445円、賃金50円52銭を受け取ることができなかった[31]。
- 1997-2003年、申千洙とともに、日本の裁判所において「強制連行と強制労働に対する慰謝料と未払金の支給」を求める訴訟。敗訴。
- 2005-2018年、申千洙、李春植、金圭洙とともに、韓国の裁判所にて訴訟。勝訴。

#### 申千洙(募集工→現員徴用)
- 1926年、全羅南道長城で生まれる。[23]
- 1942-43年、京城の酒場で働く。[24]
- 1943年、平壌の日本人の食堂で羊羹の製造に従事。[24]
- 1943年9月、食堂の前に平壌職業紹介所による日本製鉄の工員募集の張り紙が掲示される。[24]
- 1943年9月、定員100名に対し、500名の応募。面接試験に合格。[25]
- 「日本で技術を習得することに大きな期待をかけていたため、日本まで移動する間、逃亡するつもりはなかった」[26]
- 日本製鉄の大阪製鉄所に配属。日本に出発前に1〜3か月、団体行動の訓練。大阪へ配属後は午前中に軍事訓練、午後に作業訓練。[26]
- 試験をうけるも不合格、石炭を焚いて熱いガスを溶鉱炉に送る仕事に従事[32]。
- 1944年2月、現員徴用をうける。[27]
- 1945年3月、大阪空襲により大阪製鉄所が焼失。[28]
- 1945年6月、日本製鉄が朝鮮人労働者を朝鮮・咸鏡北道清津製鉄所に配置転換したのにともない、六月末に清津に移動。一か月あまり製鉄所建設のための土木工事に従事。[28]
- 1945年8月9日、清津にソ連軍が上陸開始、清津製鉄所の日本人・朝鮮人職員は山中に避難した後、茂山、城津へと移動。申千洙は茂山から汽車に乗って京城に到達し、日本製鉄の支社を訪れたが、皆去った後だった[29]。約二年間勤務した給与総額（推定）約2,400円[30]のうち、貯金410円、賃金57円44銭を受け取ることができなかった[31]。
- 1997-2003年、呂運澤とともに、日本の裁判所において「強制連行と強制労働に対する慰謝料と未払金の支給」を求める訴訟。敗訴。
- 2005-2018年、呂運澤、李春植、金圭洙とともに、韓国の裁判所にて訴訟。勝訴。

#### 李春植(募集工)
- 1924年、全羅南道羅州で生まれる。[33]
- 1941年、大田市が募集した国民勤労報国隊に応募[33]。本人はのちの裁判で「報国隊として日本に連れて行かれた」と主張しているものの、当時の法令を背景に否定されている[注釈 2]。
- 「日本で技術を習得することに大きな期待をかけていたため、日本まで移動する間、逃亡するつもりはなかった」[26]
- 日本製鉄の釜石製鉄所に配属。日本に出発前に1〜3か月、団体行動の訓練。釜石へ配属後は午前中に軍事訓練、午後に作業訓練。[26]
- 1944年、釜石製鉄所を辞職。その後に徴兵されて軍事訓練を受けた後、神戸地域で米軍捕虜の監視員となる。[28]
- 約三年間勤務した給与のうち、賃金23円80銭分を受け取ることができなかった[34]。
- 2005-2018年、呂運澤、申千洙、金圭洙とともに、韓国の裁判所にて訴訟。「（日本製鉄では）三年間働いたが、月給をもらったことがない」と主張[34]。勝訴。

#### 金圭洙(募集工)
- 1929年、全羅北道で生まれる。[33]
- 1943年、全羅北道群山で行われた日本製鉄の募集に応募、採用され、工員として選抜された。[33]
- 「日本で技術を習得することに大きな期待をかけていたため、日本まで移動する間、逃亡するつもりはなかった」[26]
- 北九州の八幡製鉄所に配属。日本に出発前に1〜3か月、団体行動の訓練。八幡へ配属後は午前中に軍事訓練、午後に作業訓練。[26]
- 約二年間勤務した給与のうち、給料40円、退職手当10円20銭を受け取ることができなかった[35]。
- 2005-2018年、呂運澤、申千洙、李春植とともに、韓国の裁判所にて訴訟。勝訴。

## 旧朝鮮半島出身労働者訴訟の経緯

### 2005年以前
韓国政府や韓国メディアは、戦後補償について「完全かつ最終的に解決した」と、1965年の日韓請求権協定を当時韓国国民に積極的に周知を行うことがなかったため、民間レベルではその後も日本政府への戦後補償を求める訴えや抗議活動を行い続けていた。
1997年、呂運澤と申千洙は日本政府と新日本製鉄（旧新日本製鉄，のち新日鉄住金）に対して「強制連行と強制労働に対する慰謝料と未払金の支給」を求めて日本の大阪地方裁判所に訴訟を起こした。この提訴は大阪の地方裁判所・高等裁判所を経て、2003年、最高裁の判決がくだり、原告の請求は棄却された。
ただし戦後補償がこの協定により完全解決していることは、政府レベルでは韓国側議事録でも確認され、日本政府もこの協定により日韓間の請求権問題が解決したとしてきた。

### 盧武鉉政権による政策変更（2005年）

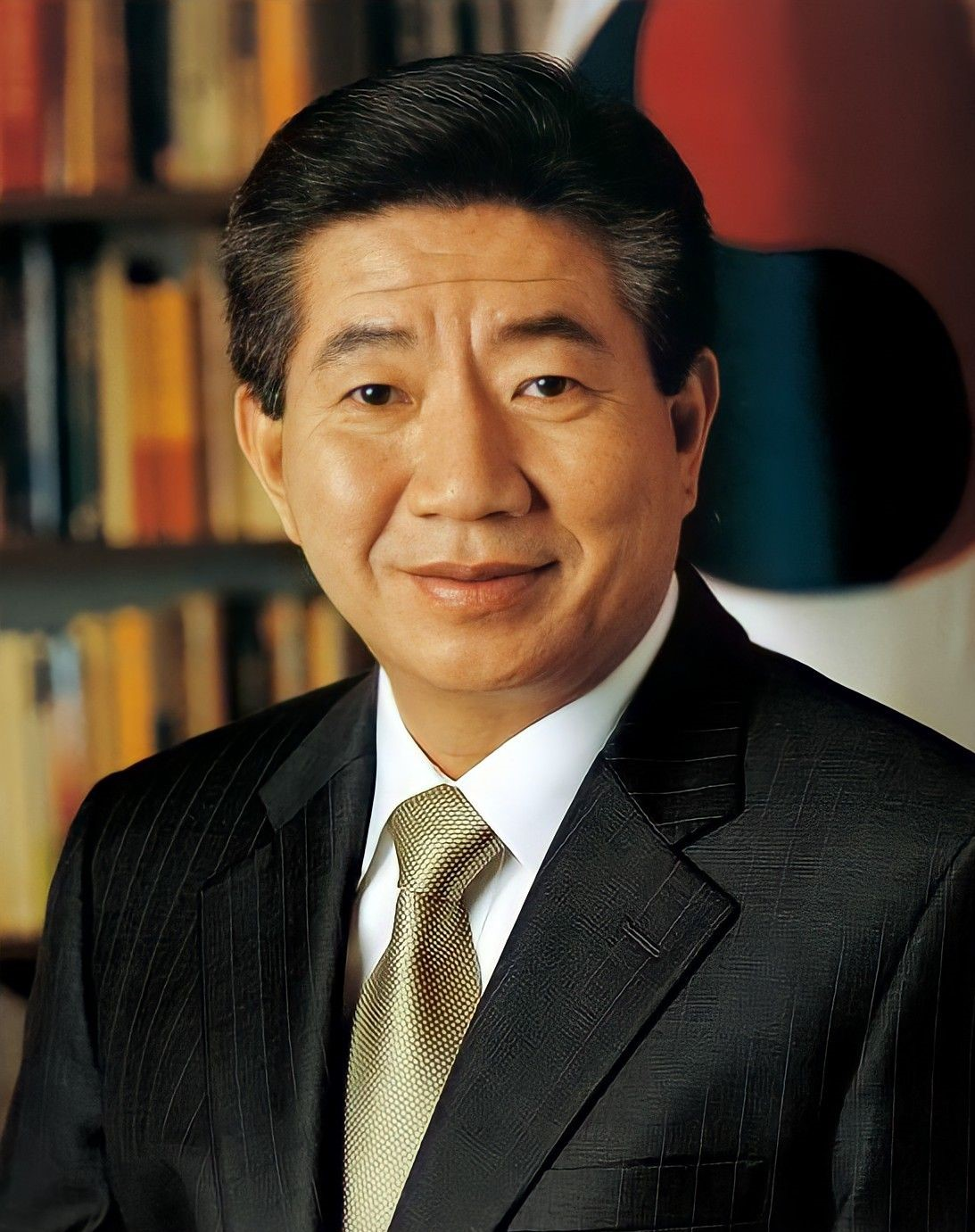
日本国に対して新たな賠償請求を主張しだした盧武鉉大統領

しかしながら、2005年の盧武鉉政権から、韓国政府は慰安婦、サハリン残留韓国人、韓国人原爆被害者の問題については日韓請求権協定の対象外だったと主張し始めた。
また2005年4月21日、韓国の与野党議員27人が、1965年の日韓基本条約が屈辱的であるとして破棄し、同時に日本統治下に被害を受けた個人への賠償などを義務付ける内容の新しい条約を改めて締結するよう求める決議案を韓国国会に提出するとともに、日韓両政府が日韓基本条約締結の過程を外交文書ですべて明らかにした上で韓国政府が日本に謝罪させるよう要求した。
日韓会談文書公開直後の2005年8月に韓国は「韓日会談文書公開の後続対策官民共同委員会」を設け、日韓請求権協定は両国の財政的・民事的債務関係を解決するためのもので、反人道的違法行為は解決されたわけではないとの公式立場を表明した。その一方で、日韓請求権協定を通じ日本から受け取った3億ドルは、個人財産権と強制動員被害補償問題解決の性格を帯びた資金などが包括的に勘案されたとみるべきであるため、政府が相当額を被害者救済に使わなければならない道義的責任があると、あいまいな立場を堅持した。
これを基に韓国政府は、「太平洋戦争強制動員犠牲者支援法」を制定し、2008年から人道的レベルで苦痛を慰労するとの名目で、未払い賃金被害者らに1円当たり2,000大韓民国ウォンに換算して慰労金を支給している。しかし、被害者らは物価上昇分が十分に反映されていない上、日本であれ韓国政府であれ加害者の謝罪がないと反発し、一部は受け取りを拒否している。
但し、官民共同委は、「交渉過程において韓日両国がサンフランシスコ協定により法的根拠のある権利だけを議論することを明確にしたこと、不法行為について全く議論がなかったこと等を勘案すると、不法行為は請求権協定の物的範囲に含まれない。 したがって、軍慰安婦、徴用の過程における暴力的行為などに関する被害者個人の不法行為賠償請求権は消滅しておらず、必要な場合、国家の外交保護権の行使も可能」と、軍慰安婦、徴用の過程における暴力的行為など不法行為に対する賠償請求権は請求権協定に含まれないと結論付けた。（韓日国交正常化交渉文書公開など対策企画団活動白書p68）

### 韓国政府が元徴用工の対日補償請求はできないと表明（2009年）
2009年8月14日、ソウル行政裁判所は、大韓民国外交通商部が裁判所に提出した書面を通じ「日本に動員された被害者（未払い賃金）供託金は請求権協定を通じ、日本から無償で受け取った3億ドルに含まれているとみるべきで、日本政府に請求権を行使するのは難しい」と明らかにした。韓国政府がこのような見解を示したのは1965年に日韓請求権協定が締結されて以降、初めてになる。韓国政府は過去数十年間この問題に対し戦略的にあいまいな態度を示してきたが、外交通商部のこの表明は旧朝鮮半島出身労働者らに還付されるべき賃金を韓国が日本から代わりに受け取り、韓国国民個人の権利を消滅させたことを公式に認めたものとなった。
日本の厚生省は終戦翌年の1946年、日本企業に対して朝鮮人に対する未払い額を供託所に供託するよう指示しており、ソウル行政裁判所は、2009年8月現在、日本に供託形態で保管されたままとなっている韓国・朝鮮人への不払い賃金額は、強制動員労務者2億1500万円、軍人・軍属9100万円などで総額3億600万円となっているとした。

### 韓国大法院、日本企業の徴用者に対する賠償責任を認める（2012年）
韓国政府は元徴用工の対日補償請求はできないと表明していたが、韓国大法院は2012年5月23日、日韓併合時の日本企業による徴用者の賠償請求を初めて認めた。元徴用工8人が三菱重工業と新日本製鉄を相手に起こした損害賠償請求訴訟の上告審で、原告敗訴判決の原審を破棄し、原告勝訴の趣旨で事案をそれぞれ釜山高法とソウル高法に差し戻した。韓国大法院は「1965年に締結された日韓請求権協定は日本の植民地支配の賠償を請求するための交渉ではないため、日帝が犯した反人道的不法行為に対する個人の損害賠償請求権は依然として有効」とし、「消滅時効が過ぎて賠償責任はないという被告の主張は信義誠実の原則に反して認められない」と主張した。また、元徴用工が日本で起こした同趣の訴訟で敗訴確定判決が出たことに対しても、「日本の裁判所の判決は植民地支配が合法的だという認識を前提としたもので、強制動員自体を不法と見なす大韓民国憲法の核心的価値と正面から衝突するため、その効力を承認することはできない」と主張した。

### 相次ぐ旧朝鮮半島出身労働者と遺族による裁判
韓国の下級裁判所では旧朝鮮半島出身労働者と遺族が日本企業3社（新日本製鉄、三菱重工業、不二越）に損害賠償を求める裁判を相次いで起こしている。
2013年2月、富山市の機械メーカー不二越による戦時中の動員に対して、13人と遺族が計17億ウォン（約1億5000万円）の賠償を求める訴訟をソウル中央地裁に起こした。
2013年3月、旧・日本製鐵の釜石製鉄所（岩手県）と八幡製鉄所（福岡県）に強制動員された元朝鮮人労務者ら8人が、新日本製鉄（当時・新日鉄住金）に8億ウォン（約7000万円）支払いを要求してソウル中央地裁に損害賠償請求訴訟をおこした。2013年7月10日、ソウル高裁は判決で新日鉄住金に賠償を命じたが、その後新日鉄住金は上告した。菅義偉 官房長官は「日韓間の財産請求権の問題は解決済みという我が国の立場に相いれない判決であれば容認できない」とコメントした。
2013年11月8日にソウルで行われた日韓外務次官級協議では、日本の外務審議官の杉山晋輔が韓国の外務第1次官である金奎顕（キム・ギュヒョン）に対し、元徴用工問題で韓国大法院で日本企業の敗訴が確定した場合、日韓請求権協定に基づき韓国側に協議を求める方針を伝えた。また韓国側が協議に応じなかったり、協議が不調に終わった場合は国際司法裁判所への提訴のほか、第三国の仲裁委員を入れた処理を検討すると表明した。
2015年12月24日現在、確認されただけで係争中の裁判が13件あり、このうち5件で日本企業側に損害賠償を命じる判決が出ており、3件が韓国大法院の判断を待つ状態になっている。

### 韓国憲法裁判所、「日韓請求権協定は違憲」の訴えを却下（2015年）
韓国憲法裁判所は2015年12月23日、1965年に締結された日韓請求権協定は違憲だとする元徴用工の遺族の訴えを審判の要件を満たしていないとして却下した。原告である元徴用工の遺族は、韓国政府による元徴用工への支援金支給の金額の算定方法や対象範囲を不服として、支給を定めた韓国の国内法と日韓請求権協定が財産権などを侵害しているとし、韓国の憲法に違反していると告訴していた。韓国憲法裁判所の決定は国内法の不備を認めず、支援金支給に関して日韓請求権協定が「適用される法律条項だとみるのは難しい」とした。また日韓請求権協定が仮に違憲であっても原告の請求には影響しないとし、審判の要件を満たしていないと却下した。

### 中国で三菱マテリアルによる謝罪と賠償による和解（2016年）
1972年、中華人民共和国と日本は、国交正常化において日中共同声明を発表、中国は「日中両国民の友好のために、日本に対する戦争賠償の請求を放棄する」と宣言した。2016年6月1日、中国人による損害賠償請求訴訟において、三菱マテリアルは謝罪と一人当たり10万元（約170万円）の支払いを行う内容で、北京市で原告と和解を行った。総額で約64億円となり第二次世界大戦後最大規模の和解となった。

### 韓国下級裁判所における判決
2016年8月23日、ソウル中央地方裁判所は新日鉄住金に対し元徴用工遺族らに計約1億ウォン（約890万円)の支払いを命じる判決を出した。
2016年8月25日、ソウル中央地方裁判所は三菱重工業に対し元徴用工遺族ら64人に被害者1人あたり9000万ウォン（約800万円）ずつ賠償するよう命じる判決を出した。
2016年11月23日、ソウル中央地方裁判所は不二越に対し元女子勤労挺身隊の5人に1人あたり1億ウォン(約950万円)の支払いを命じる判決を出した。

#### 大法院及び法院行政所
韓国大法院は2018年までの約5年間徴用工訴訟について判決を出していなかったが、2018年に韓国の検察当局は朴槿恵政権期に大法院が大統領府や外交省と協議し故意に判決を先送りしてきた疑いがあるとし法院行政所の元幹部などを起訴。2018年12月3日には職権乱用などの容疑で当時大法官（最高裁判事）だった朴炳大の逮捕状をソウル中央地裁に請求したが、ソウル中央地裁は12月7日に逮捕状の請求を棄却した。

### 大法院が新日鉄住金に対し損害賠償を命じる（2018年）
2018年10月30日、韓国の最高裁にあたる大法院は差し戻し審で新日本製鉄（当時・新日鉄住金）に対し韓国人4人へ1人あたり1億ウォン（約1000万円）の損害賠償を命じた。徴用工訴訟において大法院で結審したのは初めて。これにより、新日鉄住金の韓国内の資産差し押さえの可能性がでてきた。韓国で同様の訴訟が進行中の日本の企業は、三菱重工業、不二越、IHIなど70社を超えており、この判決以降韓国の政府機関や支援する財団に「訴訟を起こしたい」という問い合わせの電話が鳴り止まない状況が続いている。
2018年10月30日の大法院の判決では提訴期限の基準を示しておらず控訴審の裁判所の判断は分かれている。韓国側は提訴期限の起算点を、1965年（国交正常化時）、2005年8月（韓国が請求権協定に関する見解を表明した時）、2012年5月（大法院が個人的請求権に関する判断を行った時）、2018年10月（大法院が損害賠償を命じる判決を行った時）などを想定しており、日韓請求権協定で全て解決済みだとする日本との損害賠償訴訟をめぐる新たな争点として浮上している。

### 韓国政府に対する集団訴訟
2018年12月、戦時中に日本企業に徴用されたとする韓国人とその遺族が、1965年の日韓請求権協定で日本政府から3億ドルの無償支援を受け取った韓国政府に補償責任があるとして、韓国政府に対して1人当たり1億ウォン（約1千万円）の補償金の支払いを求める集団訴訟を提起することが明らかになった。

### 韓国政府の提案
2020年10月31日、韓国政府が日本政府に「企業が賠償に応じれば、後に韓国政府が全額を穴埋めする」という案を非公式に日本政府に打診して拒否されていたことが判明した。

### 韓国下級裁判所が大法院判決を否定する（2021年）
2021年6月7日、日本企業16社を相手取り損害賠償を求めた元徴用工らの訴訟でソウル中央地方裁判所は原告の訴えを却下する判決を言い渡した。判決は、日本が1965年の日韓請求権協定に基づいて提供した計5億ドルの支援が「『漢江の奇跡』と評される輝かしい経済成長に寄与した」とした。日韓請求権協定は、日韓の請求権問題は「完全かつ最終的に解決される」としているが、元徴用工らは日本の経済協力が少ないことなどを根拠に、日韓請求権協定で元徴用工の請求権は解決されなかったと主張しており、判決が日本の「寄与」に言及したのは、こうした主張を否定する根拠の一つとしたためである。2018年の大法院判決は、賠償命令は日韓請求権協定に違反しないとしたが、今回の判決は、賠償を命じれば国際法である日韓請求権協定に違反しかねないと判断した。判決は日本企業に賠償を命じた2018年の韓国大法院判決とは正反対となったが、保守系『朝鮮日報』は「前例のない混乱だ。歴史問題を政治的に利用してきた文在寅政権と、超法規的な判決を出した大法院の責任だ」と文在寅大統領と大法院を批判した。

## 日本の対応
2018年11月1日、自由民主党は日本政府に対し日韓請求権協定に基づく協議や仲裁の速やかな開始を韓国に申し入れるよう求める決議をまとめた。

### 原告代理人弁護士が新日鉄住金本社へ
2018年11月12日、原告代理人の韓国人弁護士が東京都千代田区の新日鉄住金本社に入館しようとしたが、警備員から遺憾の意を伝達され出入りを阻止された。原告代理人弁護士は、2018年12月4日にも再び新日鉄住金本社を訪れたが、面会を拒まれたため、進藤孝生社長に対する要請書を受付に残して帰ったのち、日本外国特派員協会で記者会見を開き、差押の手続を開始する用意があることを明らかにした。
同月には日本の外務省の金杉憲治アジア大洋州局長が大韓民国外交部を訪れ、差し押さえに対する遺憾の意を伝えると共に問題の解決に向け協議を行った。

### 日韓請求権協定に基づく日本政府の対応
韓国政府は司法の判断には介入できないとの立場で、日韓請求権協定で解決済みとする日本政府との間で協議が全く進展しないため、2019年1月9日日本政府は日韓請求権協定に基づく2国間協議を韓国政府に要請した。しかし韓国政府は、司法が徴用工の個人賠償請求権は日韓請求権協定の効力範囲に含まれないとしているとして全く応じないため、5月20日日本政府は日韓請求権協定に基づき日韓と第三国の委員を加える形式による仲裁委員会開催を要請。これにも応じないため、6月19日第三国に委員の人選を委ねる形式の仲裁委員会開催を要請。1か月後の7月18日に第三国を選定する期限が来ても韓国政府は応じなかった。現在、日本政府は韓国に対し国際法を遵守するよう強く要請している。

## 個人請求権の解釈
1965年の日韓請求権並びに経済協力協定（日韓請求権協定）によって、日韓の財産及び請求権問題に関する外交的保護権が放棄された。
韓国政府は条約締結以降2000年頃までは請求権協定によって個人請求権が消滅したという立場であったが、その立場を変遷させ2000年には放棄されたのは外交保護権であり個人の請求権は消滅していないとの趣旨の外交通商部長官の答弁がなされた。
旧朝鮮半島出身労働者の訴訟は当初日本の裁判所で争われたが、最高裁判所は日本における韓国民の財産請求権は「日韓請求権協定協定第二条の実施に伴う大韓民国等の財産権に対する措置に関する法律」（財産措置法）により消滅しているとし、個人請求権はあるが請求を認める権能がないと認めなかった。そのため、今度は韓国の裁判所で争われるようになった。2018年10月30日、韓国の大法院は徴用工の個人賠償請求権を認め、裁判官の多くが徴用工の個人賠償請求権は日韓請求権協定の効力範囲に含まれないと判断した。
韓国の対日請求に関する問題には、徴用工訴訟のほか、慰安婦問題、サハリン残留韓国人、韓国人原爆被害者の問題、日本に略奪されたと主張される文化財の返還問題がある。

### 日本政府
日本政府は、1965年の日韓請求権協定についてその締結の当初から個人請求権は消滅していないと解釈していた。日韓請求権協定締結時の外務省の内部文書には日韓請求権協定第二条の意味は外交保護権を行使しないと約束したもので、個人が相手国に請求権を持たないということではないと書かれていた。このような日本政府の解釈は日韓請求権協定締結前から一貫したものであった。というのも、原爆やシベリア抑留の被害者が、日韓請求権協定に先立って締結されたサンフランシスコ平和条約や日ソ共同宣言の請求権放棄条項により賠償請求の機会を奪われたと主張し、日本に補償を求める訴訟を提起したからである。この訴訟において、日本はそれらの請求権放棄条項によって個人の請求権は消滅しないから、賠償請求の機会は奪われていないと主張した。韓国との関係に関しても戦後韓国に残る資産を失った日本国民が韓国に対して訴訟を提起する可能性があるため、日本は当初から請求権放棄条項によっては個人の請求権は消滅しないという立場に立っていた。請求権協定締結の1年後である1966年に、協定の交渉担当者の外務事務官谷田正躬は、協定で放棄されるのは外交保護権にすぎないから、日本政府は朝鮮半島に資産を残してきた日本人に補償責任を負わないと解説した。
1991年8月27日、柳井俊二外務省条約局長が参議院予算委員会で、「（日韓請求権協定は）いわゆる個人の請求権そのものを国内法的な意味で消滅させたというものではない。日韓両国間で政府としてこれを外交保護権の行使として取り上げることができないという意味だ」と答弁したため、それ以降韓国の個人請求権を根拠にした日本への訴訟が相次ぐようになった。
1992年2月26日、柳井は、請求権協定2条3項により「国及び個人の財産、権利及び利益に対する措置」及び「請求権」に対する外交保護権が消滅したと答弁した。そしてこの「財産、権利及び利益」は協定時の合意議事録で「法律上の根拠により実体法的価値を認められるすべての種類の実体的権利」であることが合意されていて、条約が直接外交保護権を消滅させた「請求権」は実体法上の根拠のないクレームに過ぎないと述べた。そして、実体法上の根拠がある「財産、権利及び利益」についてはそれ自体の外交保護権が放棄されたわけではないものの、「財産、権利及び利益に対する措置」として国内法たる1965年の「財産措置法」によって韓国民の財産権は消滅していることを明らかにした。
さらに、1992年3月9日の予算委員会において柳井は「請求権の放棄ということの意味は外交保護権の放棄であるから、個人の当事者が裁判所に提訴する地位まで否定するものではない」と答えた。また、内閣法制局長官の工藤敦夫は「外交保護権についての定めが直接個人の請求権の存否に消長を及ぼすものではない」とし、「訴えた場合にそれらの訴訟が認められるかどうかまで裁判所が判断する」と述べた。
1993年5月26日の衆議院予算委員会 丹波實外務省条約局長答弁では、日本国内においては韓国民の「財産、権利及び利益」は日韓請求権協定の請求権放棄条項及び日韓請求権協定を日本国内で施行するための財産措置法によって外交的保護権のみならず実体的にその権利も消滅しているが、「請求権」は外交的保護権の放棄ということにとどまり個人の請求権を消滅させるものではないとしている。
2003年に参議院に提出された小泉総理の答弁書でも、同条約を受けて日本国内で成立した財産措置法によって請求の根拠となる韓国国民の財産権は国内法上消滅した。
この財産措置法で消滅しているのは韓国民の財産権のみであるから、日本と外国との請求権放棄条項により日本政府が日本国民より賠償請求の機会を奪われたとして訴訟を提起されることはない。また、日韓請求権協定に伴う財産措置法は外交保護権の放棄により韓国から外交ルートで抗議されることもない。実際に日本の裁判所で争われた旧日本製鉄大阪訴訟において、大阪高裁は2002年11月19日の判決で協定の国内法的措置である財産措置法による財産権消滅を根拠に一審原告の控訴を棄却している。この裁判はその後上告を棄却され確定した。
しかし、旧朝鮮半島出身労働者の韓国での訴訟については、韓国は日本の財産措置法を準拠法としていないので、韓国の裁判所ではこれを適用していない。1990年代後半には日本政府に一部不利な判断が出るようになったため、日本政府は次第に戦後補償は請求権放棄条項で解決済みであるとの主張をするようになった。日韓請求権協定に関しても韓国人個人の請求権も含め協定によって一切解決済みとの立場を取っている。
現在の日本政府の見解は、旧朝鮮半島出身労働者の損害賠償請求権についての実体的権利は消滅していないが、これを裁判上訴求する権利が失われたというものになっている。ただし、日本政府の立場を肯定した2007年 最高裁 西松建設裁判の判決は、司法上の救済はできないとする一方で被害者救済に向けた関係者の自発的努力を促した。これを受けて、西松建設は実際に被害者に対する謝罪と賠償を行った。この2007年の最高裁判決は、判断を左右する条約解釈上の対立点に関する日本政府の立場を肯定しつつ、同時に被害者救済の必要性を指摘している。

### 韓国政府
一方の韓国は日韓請求権協定締結当初は協定によって個人の請求権が消滅したとの立場に立っていた。そもそも韓国政府は日韓請求権協定締結前の交渉において、徴用工の未払金及び補償金は国内措置として韓国側で支払うので日本側で支払う必要はないと主張していた。しかし、1991年日本の外務省条約局長柳井俊二による答弁が大きく報道され日本で個人の請求権を主張する訴訟なども提起されたため、日本では個人請求権は外交保護権放棄条項に含まれていないことが広く知られるようになる。すると韓国はその立場を変遷させ、2000年に韓国においても放棄されたのは外交保護権であり個人の請求権は消滅していないとの趣旨の外交通商部長官答弁がなされるに至った。また韓国政府は2005年に官民共同委員会において日韓請求権協定の効力範囲問題を検討し、植民地支配賠償金や慰安婦問題等の日本政府の国家権力が関与した反人道的不法行為については請求権協定によっては解決しておらず日本政府の法的責任が残っていると結論した。ただし、徴用工については同委員会は明示的に日韓請求権協定の効力範囲外に位置付けず、請求権協定によって日本から受け取った資金に韓国政府が強制動員被害者に対する補償問題を解決するための資金が包括的に勘案されているとし、韓国政府は受け取った資金の相当額を強制動員被害者に使用すべき道義的責任があると判断した。但し、徴用の過程における暴力的行為など不法行為に関する賠償請求権は請求権協定の物的範囲に含まれないと判断した。
旧日本製鉄大阪訴訟においては、前述のように日韓請求権協定には韓国民の財産権を消滅させた財産措置法があるため、韓国政府が日本から受け取った資金を充てるか否かの判断の対象にならなかった。しかし、日本の国内法である措置法の効力が及ばない韓国ではこれらの点が大きな争点になった。

### 大法院
2012年5月24日、旧朝鮮半島出身労働者が、日本企業に損害賠償及び未払賃金の支払を求めた訴訟において大法院が初めて「個人の請求権は 消滅していない」と判決した。原告敗訴の原判決を破棄し、事件を高等裁判所に差し戻した。東亜日報によると当時の判事であった金能煥が「建国する心情で判決を書いた」と語ったという。2018年10月30日の韓国大法院判決の多数意見は、徴用工の個人賠償請求権は日韓請求権協定の効力範囲に含まれないと判断した。14人の裁判官の内3人の個別意見は、徴用工の個人賠償請求権は請求権協定の効力範囲に含まれるが、両国間で外交上の保護権が放棄されたに過ぎないとした。この中でサンフランシスコ平和条約についても言及し、個人損害賠償請求権の放棄を明確に定めたサンフランシスコ平和条約と「完全かつ最終的な解決」を宣言しただけの請求権協定を同じに解することは出来ないとしている。また、2人の裁判官の反対意見は、徴用工の個人賠償請求権は請求権協定の効力範囲に含まれ、かつ、請求権協定によって日韓両国民が個人損害賠償請求権を裁判上訴求する権利が失われたとした。その意見によれば、個人損害賠償請求権自体は消滅していないものの、日韓請求権協定によって外交上の保護権が放棄されただけでなく、日韓両国民が個人損害賠償請求権を裁判上訴求する権利も制限されたため、個人損害賠償請求権の裁判上の権利行使は許されないとのことである。今回の大法院判決は「原告の損害賠償請求権は、日本政府の朝鮮半島に対する不法な植民地支配及び侵略戦争の遂行と直結した日本企業の反人道的な不法行為を前提とする強制動員被害者の日本企業に対する慰謝料請求権である」とし、従って「原告が被告に対して主張する損害賠償請求権は、請求権協定の適用対象に含まれると見ることはできない」としている。

### その他
- 元最高裁判事で外務省条約局の担当者として日韓請求権協定の交渉に参加した福田博は、読売新聞への寄稿で、当時の日本側関係者は請求権をめぐる問題について、韓国側との間でいかなる禍根も残さないことを考え交渉にあたったとする。請求権協定は両国間及びその国民の間のその請求権に関する問題は「完全かつ最終的に解決」されており、「いかなる主張もすることはできない」と定めている。これは請求権に関して、いずれの締約国でどのような根拠に基づいて請求しようとも、相手国及びその国民はこれに応じる法的義務はないことを規定したものであるというのが当時の条約起草者の意図であったとしている。日本の企業に当時の損害賠償を命ずるということは、協定の交渉経緯に反する解釈であり協定締結のために積み重ねられた日韓両国の関係者の努力を水泡に帰すものと言わざるを得ないとしている[107]。
- 秦郁彦は、この判決について「協定上、賠償金を支払う義務は全くない。日本政府は経済政策の中で揺さぶりをかけ、韓国内での問題解決を迫るべきだ」「痛みを伴わずに問題を解決させる妙案はない。現状では日本企業側が命じられた賠償は高額でなく、韓国内の資産差し押さえがあっても影響は限定的といえるため、企業側にも『我慢』が求められる。個人請求権をなし崩しに認めてしまえば同様に請求権放棄が確認されている中国でも問題が再燃しかねない」と主張した[108]。
- 橋下徹は上記のような問題点を指摘した上で、結論としては日韓請求権協定によってもはや個人請求権は認められないとの考えを明らかにしている[109]。

## 国際法の解釈
- 国際法が専門の東京大学 名誉教授 大沼保昭は、請求権協定2条の解釈について、これまでの国際法の一般的解釈からすると個々の国民の権利や利益に関わるものを含めて全ての問題が包括的に解決されたと解釈でき、日本政府だけでなく、かつての韓国政府や、米国の政府及び裁判所も同じ立場だったとする。また、徴用工に関する2010年代の一連の韓国裁判所の判断については、人権への考慮が他の価値とそれに関わる判断への考慮に優越して扱われるという流れに沿ったものではあるが、このような流れが拡大していくとそもそも国家間で条約を締結して問題を解決する意義が揺らいでしまうと指摘している[110]。
- 国際法学者で立命館大名誉教授の山手治之は、外交上の保護権が失われた場合の司法救済の可否について、かつての日本政府の見解を前提とすれば韓国における司法的救済の可否は韓国の国内法の問題となる[93]としている。この場合、個々のかつての責任企業は、韓国進出にあたって、この問題を自社の法務リスクの一つとして捉えるべきこととなる。
- 神戸大学大学院教授でアジア学術総合センター長の木村幹は「韓国で請求権協定が無視される事態が続けば、両国間の戦後処理が全般的に崩壊するだろう。政府間の対話で解決できる段階は過ぎた。協定は解釈上の問題が生じた場合に仲裁機関を設置すると定めており、これを韓国側に提案し解決にあたるべきだ。国際法の専門家が精査すれば、今回の判決に問題が多いことは十分に理解されるはず。韓国内での政治情勢などに絡んで解決がさらに先延ばしにされる恐れもあり、日本側からの積極的な働きかけが必要だ」と述べた[108]。

## 「徴用工像」
2019年8月、大田市庁舎前の公園に韓国の労働組合などでつくる市民団体があばら骨が浮き出るほどやせた男性の像が「徴用工像」として設置された。一方、韓国の大田市議の一人がフェイスブックを通じて像のモデルは日本人であると主張、像の制作者が名誉毀損を受けたとして訴訟を起こした。2021年5月28日、地裁は1926年に日本の新聞に掲載された日本人労働者の写真を引き合いに出し、像と写真の労働者が似ており日本人がモデルと信じる相当の理由があるとして、徴用工像製作者の訴えを棄却した。